# Forze armate maliane
Le Forze Armate Maliane (in lingua francese: Forces armées maliennes, FAMa) sono costituite dall'Esercito maliano e dalla Forza aerea della Repubblica del Mali, il tutto sotto il comando del Ministero della Difesa del Mali. Essendo un paese senza sbocco sul mare, il Mali non ha una marina militare.